# Spirostreptus ehlersi
Spirostreptus ehlersi är en mångfotingart som först beskrevs av Filippo Silvestri 1898.  Spirostreptus ehlersi ingår i släktet Spirostreptus och familjen Spirostreptidae. Inga underarter finns listade i Catalogue of Life.